# Präsident des Bundesrates (Deutschland)
Der Präsident des Bundesrates (kurz auch Bundesratspräsident) steht dem Bundesrat, einem der ständigen Verfassungsorgane der Bundesrepublik Deutschland, vor. Zugleich ist der Präsident des Bundesrates Stellvertreter des Bundespräsidenten und übernimmt im Falle einer Vakanz des Amtes gemäß Artikel 57 Grundgesetz vorübergehend dessen Amtsgeschäfte.
In Deutschland existiert keine feste protokollarische Rangfolge. Jedoch hat sich aus der Praxis ergeben, dass er protokollarisch zumeist das vierthöchste Staatsamt auf Bundesebene nach dem Bundespräsidenten, dem Bundestagspräsidenten und dem Bundeskanzler darstellt.
Verfassungsgemäß kann jedes Bundesratsmitglied zum Präsidenten gewählt werden. Vereinbarungsgemäß rotiert das Amt des Präsidenten jährlich zwischen den Regierungschefs der 16 deutschen Länder.

## Vergleichbare Ämter vor 1949
In der deutschen Verfassungsgeschichte ab 1867 wählten die Vertretungen der Gliedstaaten keinen Präsidenten. Stattdessen bestimmte die jeweilige Verfassung, dass ein Mitglied der föderalen Regierung dem Organ vorsaß. Im Norddeutschen Bund und im Kaiserreich war demnach der Bundeskanzler bzw. Reichskanzler Vorsitzender des Bundesrates, ohne selbst Sitz und Stimme darin zu haben. In der Praxis waren die Kanzler allerdings als Vertreter Preußens meistens Bundesratsmitglied.
In der Weimarer Republik führte laut Weimarer Verfassung ein Mitglied der Reichsregierung den Vorsitz im Reichsrat (bzw. zunächst im Staatenausschuss). Meist war dies der Reichsminister des Innern.

## Wahl
Nach Artikel 52 Absatz 1 des Grundgesetzes für die Bundesrepublik Deutschland wählt der Bundesrat seinen Präsidenten für die Dauer eines Jahres. Gewählt werden kann nur, wer als Mitglied einer Landesregierung auch Mitglied des Bundesrates ist (§ 5 Absatz 1 der Geschäftsordnung des Bundesrates). Nach der Königsteiner Vereinbarung vom 30. August 1950 wird im jährlichen Wechsel in der Reihenfolge fallender Einwohnerzahlen ein Regierungschef zum Präsidenten des Bundesrates gewählt.
Die Amtszeit eines Präsidenten begann zunächst jeweils am 7. September eines Jahres; dieser Zeitpunkt war gleichzeitig der Beginn des Geschäftsjahres des Bundesrates. Im Jahr 1957 wurde der Beginn der Amtszeit des Bundesratspräsidenten auf den 1. November verlegt, da der bereits zum Präsidenten gewählte Regierende Bürgermeister von Berlin, Otto Suhr (SPD), vor seinem Amtsantritt verstarb. Um keine Vakanz in der Präsidentschaft eintreten zu lassen, wurde der amtierende Bundesratspräsident, der Erste Bürgermeister und Präsident des Senats der Freien und Hansestadt Hamburg, Kurt Sieveking (CDU), zunächst von den Mitgliedern des Bundesrates im Amt bestätigt, um schließlich am 1. November 1957 das Amt an den inzwischen neu gewählten Regierenden Bürgermeister von Berlin, Willy Brandt (SPD), zu übergeben.

## Kompetenzen im Bundesrat
Der Präsident beruft den Bundesrat ein (Artikel 52 Absatz 2 Grundgesetz). Er leitet die Sitzungen des Bundesrates und bereitet sie vor (§§ 20, 15 Geschäftsordnung des Bundesrates). Der Präsident vertritt die Bundesrepublik Deutschland in allen Angelegenheiten des Bundesrates. Er ist oberste Dienstbehörde für die Beamten des Bundesrates (§ 6 Geschäftsordnung des Bundesrates).
Gemeinsam mit dem Präsidenten werden auch zwei Vizepräsidenten gewählt. In der Vergangenheit war die Zahl der Vizepräsidenten höher: Im Zeitraum 1950 bis 2007 wurde ein Dritter Vizepräsident, im Zeitraum 1950 bis 1956 sogar ein Vierter Vizepräsident gewählt. Zusammen bilden Präsident und Vizepräsidenten das Präsidium des Bundesrates (§ 8 Geschäftsordnung des Bundesrates). Der Erste Vizepräsident ist der turnusgemäße Vorgänger des aktuellen Präsidenten, Zweiter Vizepräsident ist der designierte Nachfolger des aktuellen Präsidenten. Die Vizepräsidenten vertreten den Präsidenten im Falle seiner Verhinderung und bei vorzeitiger Beendigung seines Amtes. Insbesondere sind sie zur Vertretung berufen, solange der Präsident des Bundesrates nach Artikel 57 Grundgesetz die Befugnisse des Bundespräsidenten wahrnimmt.

## Stellvertretung des Bundespräsidenten
Falls der Bundespräsident an der Ausübung seines Amtes gehindert ist – beispielsweise durch Krankheit, Freiheitsverlust, einen längeren Auslandsaufenthalt oder Befangenheit – nimmt der Bundesratspräsident vorübergehend die Befugnisse des Bundespräsidenten wahr. Falls der Bundespräsident im Amt verstirbt oder von seinem Amt zurücktritt, übernimmt für die Zeit der Vakanz (bis der neue Bundespräsident durch die Bundesversammlung, die erst gebildet und amtlich einberufen werden muss, gewählt ist) gemäß Artikel 57 des Grundgesetzes ebenfalls der Bundesratspräsident die Amtsgeschäfte des Bundespräsidenten.
Im Rahmen der Vertretung stehen dem Bundesratspräsidenten alle Befugnisse des Bundespräsidenten zu, ohne dass es einer Vereidigung bedarf. Ist der Bundesratspräsident ebenso an der Ausübung seines Amtes gehindert, wird er auch in seiner Eigenschaft als Vertreter des Bundespräsidenten von seinen Vizepräsidenten vertreten.
Bislang hat der Bundesratspräsident in drei Fällen die Befugnisse des Bundespräsidenten über einen längeren Zeitraum vollständig ausgeübt:
- Vom 7. September 1949 bis zur Wahl des ersten Bundespräsidenten Theodor Heuss durch die 1. Bundesversammlung am 12. September 1949 diente der erste Bundesratspräsident Karl Arnold (CDU) als kommissarisches Staatsoberhaupt.
- Nach dem Rücktritt des Bundespräsidenten Horst Köhler am 31. Mai 2010 übernahm Bundesratspräsident Jens Böhrnsen (SPD) bis zur Wahl des neuen Bundespräsidenten Christian Wulff durch die 14. Bundesversammlung am 30. Juni 2010 die Befugnisse des Bundespräsidenten.
- Erneut trat diese Situation nach dem Rücktritt von Bundespräsident Christian Wulff am 17. Februar 2012 ein, in der Bundesratspräsident Horst Seehofer (CSU) die Amtsgeschäfte des Staatsoberhaupts kommissarisch übernahm, bis am 18. März 2012 Joachim Gauck durch die 15. Bundesversammlung zum neuen Bundespräsidenten gewählt wurde.

## Wahlturnus
Zum Bundesratspräsidenten wird der Regierungschef des Landes gewählt, welches die Präsidentschaft im Bundesrat innehat. Die Abfolge der Länder beginnt beim bevölkerungsreichsten Land (Nordrhein-Westfalen) und endet beim bevölkerungsärmsten Land (Bremen). Dieses Verfahren ist 1950 in der Königsteiner Vereinbarung festgelegt worden.
Der bisherige und zukünftige Turnus der Länder, die den Bundesratspräsidenten stellen, lautet:
| Land                   | Einwohnerzahl am 31. Okt. 2024 | Turnusjahr des Bundesratspräsidentschaft | Turnusjahr des Bundesratspräsidentschaft | Turnusjahr des Bundesratspräsidentschaft | Turnusjahr des Bundesratspräsidentschaft | Turnusjahr des Bundesratspräsidentschaft | Turnusjahr des Bundesratspräsidentschaft | Turnusjahr des Bundesratspräsidentschaft | Turnusjahr des Bundesratspräsidentschaft |
| Land                   | Einwohnerzahl am 31. Okt. 2024 | 1. Zyklus                                | 2. Zyklus                                | 3. Zyklus                                | 4. Zyklus                                | 5. Zyklus                                | 6. Zyklus                                | 7. Zyklus                                | 8. Zyklus                                |
| ---------------------- | ------------------------------ | ---------------------------------------- | ---------------------------------------- | ---------------------------------------- | ---------------------------------------- | ---------------------------------------- | ---------------------------------------- | ---------------------------------------- | ---------------------------------------- |
| Nordrhein-Westfalen    | 18.017.520                     | 1949/1950                                | 1960/1961                                | 1971/1972                                | 1982/1983                                | 1994/1995                                | 2010/2011                                | 2026/2027                                | 2042/2043                                |
| Bayern                 | 13.176.426                     | 1950/1951                                | 1961/1962                                | 1972/1973                                | 1983/1984                                | 1995/1996                                | 2011/2012                                | 2027/2028                                | 2043/2044                                |
| Baden-Württemberg      | 11.230.740                     | 1952/1953                                | 1962/1963                                | 1973/1974                                | 1984/1985                                | 1996/1997                                | 2012/2013                                | 2028/2029                                | 2044/2045                                |
| Niedersachsen          | 8.008.135                      | 1951/1952                                | 1963/1964                                | 1974/1975                                | 1985/1986                                | 1997/1998                                | 2013/2014                                | 2029/2030                                | 2045/2046                                |
| Hessen                 | 6.267.546                      | 1953/1954                                | 1964/1965                                | 1975/1976                                | 1986/1987                                | 1998/1999                                | 2014/2015                                | 2030/2031                                | 2046/2047                                |
| Rheinland-Pfalz        | 4.174.311                      | 1954/1955                                | 1965/1966                                | 1976/1977                                | 1987/1988                                | 2000/2001                                | 2016/2017                                | 2031/2032                                | 2047/2048                                |
| Sachsen                | 4.054.689                      |                                          |                                          |                                          |                                          | 1999/2000                                | 2015/2016                                | 2032/2033                                | 2048/2049                                |
| Berlin                 | 3.662.381                      | 1957/1958                                | 1967/1968                                | 1978/1979                                | 1989/1990                                | 2001/2002                                | 2017/2018                                | 2033/2034                                | 2049/2050                                |
| Schleswig-Holstein     | 2.953.202                      | 1955/1956                                | 1966/1967                                | 1977/1978                                | 1988/1989                                | 2005/2006                                | 2018/2019                                | 2034/2035                                | 2050/2051                                |
| Brandenburg            | 2.554.464                      |                                          |                                          |                                          |                                          | 2004/2005                                | 2019/2020                                | 2035/2036                                | 2051/2052                                |
| Sachsen-Anhalt         | 2.144.570                      |                                          |                                          |                                          |                                          | 2002/2003                                | 2020/2021                                | 2036/2037                                | 2052/2053                                |
| Thüringen              | 2.122.335                      |                                          |                                          |                                          |                                          | 2003/2004                                | 2021/2022                                | 2037/2038                                | 2053/2054                                |
| Hamburg                | 1.861.053                      | 1956/1957                                | 1968/1969                                | 1979/1980                                | 1990/1991                                | 2007/2008                                | 2022/2023                                | 2038/2039                                | 2054/2055                                |
| Mecklenburg-Vorpommern | 1.578.041                      |                                          |                                          |                                          | 1991/1992                                | 2006/2007                                | 2023/2024                                | 2039/2040                                | 2055/2056                                |
| Saarland               | 1.014.047                      | 1959/1960                                | 1969/1970                                | 1980/1981                                | 1992/1993                                | 2008/2009                                | 2024/2025                                | 2040/2041                                | 2056/2057                                |
| Bremen                 | 702.655                        | 1958/1959                                | 1970/1971                                | 1981/1982                                | 1993/1994                                | 2009/2010                                | 2025/2026                                | 2041/2042                                | 2057/2058                                |

## Amtierendes Präsidium des Bundesrates
Präsidentin des Bundesrates ist die Ministerpräsidentin des Saarlandes, Anke Rehlinger (SPD).
Erste Vizepräsidentin des Bundesrates ist die Ministerpräsidentin von Mecklenburg-Vorpommern, Manuela Schwesig (SPD).
Zweiter Vizepräsident des Bundesrates ist der Bremer Bürgermeister, Andreas Bovenschulte (SPD).

## Statistiken
Die erste Frau in diesem Amt war die Ministerpräsidentin des Landes Nordrhein-Westfalen, Hannelore Kraft (SPD), die das Amt vom 1. November 2010 bis zum 31. Oktober 2011 ausübte.
Mehrere Bundesratspräsidenten haben vor, während oder nach ihrer Amtszeit weitere bedeutende Staats- oder Parteiämter ausgeübt; eine Auswahl:
- Der spätere Bundespräsident Johannes Rau (SPD, Bundesratspräsident 1982/1983 und 1994/1995).
- Die späteren Bundeskanzler Willy Brandt (SPD, Bundesratspräsident 1957/1958), Kurt Georg Kiesinger (CDU, 1962/1963) und Gerhard Schröder (SPD, 1997/1998).
- Die späteren Bundesminister Kai-Uwe von Hassel (CDU, Bundesratspräsident 1955/1956), Willy Brandt (SPD, 1957/1958), Gerhard Stoltenberg (CDU, 1977/1978), Oskar Lafontaine (SPD, 1992/1993), Hans Eichel (SPD, 1998/1999) sowie die früheren Bundesminister Franz Josef Strauß (CSU, 1983/1984), Walter Wallmann (CDU, 1987) und Björn Engholm (SPD, 1988/1989). Horst Seehofer (CSU, 2011/2012) amtierte sowohl vor, als auch nach seiner Zeit als Bundesratspräsident als Bundesminister.[4]
- Der spätere Präsident des Deutschen Bundestages Kai-Uwe von Hassel (CDU, Bundesratspräsident 1955/1956), der somit der einzige Politiker war, der sowohl dem Bundesrat wie auch dem Bundestag als Präsident vorstand.
- Der spätere Richter des Bundesverfassungsgerichts Peter Müller (CDU, Bundesratspräsident 2008/2009).
- Der spätere CDU-Vorsitzende Kurt Georg Kiesinger (Bundesratspräsident 1962/1963).
- Die seinerzeitigen CSU-Vorsitzenden Franz Josef Strauß (Bundesratspräsident 1983/1984) und Horst Seehofer (2011/2012) sowie der spätere CSU-Vorsitzende Edmund Stoiber (1995/1996).
- Die späteren SPD-Vorsitzenden Willy Brandt (Bundesratspräsident 1957/1958), Björn Engholm (1988/1989), Oskar Lafontaine (1992/1993), Gerhard Schröder (1997/1998), Kurt Beck (2000/2001) und Matthias Platzeck (2004/2005).

Sieben Regierungschefs amtierten bisher zweimal als Bundesratspräsidenten:
- Hans Ehard (CSU), Bayerischer Ministerpräsident, 1950/1951 und 1961/1962
- Georg-August Zinn (SPD), Hessischer Ministerpräsident, 1953/1954 und 1964/1965
- Peter Altmeier (CDU), Ministerpräsident von Rheinland-Pfalz, 1954/1955 und 1965/1966
- Franz-Josef Röder (CDU), Ministerpräsident des Saarlandes, 1959/1960 und 1969/1970
- Hans Koschnick (SPD), Bürgermeister und Präsident des Senats der Freien Hansestadt Bremen, 1970/1971 und 1981/1982
- Bernhard Vogel (CDU), Ministerpräsident von Rheinland-Pfalz, 1976/1977 und 1987/1988
- Johannes Rau (SPD), Ministerpräsident von Nordrhein-Westfalen, 1982/1983 und 1994/1995

Das Amt des Bundesratspräsidenten wurde bisher von Politikern sechs verschiedener Parteien ausgeübt:
- CDU, erstmals mit Karl Arnold (1949/1950), zuletzt mit Reiner Haseloff (2020/2021)
- CSU, erstmals mit Hans Ehard (1950/1951), zuletzt mit Horst Seehofer (2011/2012)
- SPD, erstmals mit Hinrich Wilhelm Kopf (1951/1952), derzeit mit Anke Rehlinger (2024/2025)
- FDP, bisher einmalig mit Reinhold Maier (1952/1953)
- Bündnis 90/Die Grünen, bisher einmalig mit Winfried Kretschmann (2012/2013)[5]
- Die Linke, bisher einmalig mit Bodo Ramelow (2021/2022)

Dreimal kam es bisher zum Wechsel eines Bundesratspräsidenten in einem laufenden Geschäftsjahr:
- Am 15. Mai 1987 folgte der neu gewählte Hessische Ministerpräsident Walter Wallmann (CDU) seinem Vorgänger Holger Börner (SPD), der am 24. April 1987 aus der Hessischen Landesregierung und damit aus dem Bundesrat ausgeschieden war, auch im Amt des Bundesratspräsidenten.
- Am 15. Mai 1992 wurde der neu gewählte Ministerpräsident von Mecklenburg-Vorpommern Berndt Seite (CDU) zum neuen Präsidenten des Bundesrates gewählt. Sein Vorgänger Alfred Gomolka (CDU) war am 19. März 1992 aus der Landesregierung von Mecklenburg-Vorpommern und damit aus dem Bundesrat ausgeschieden.
- Am 30. April 1999 löste der neu gewählte Hessische Ministerpräsident Roland Koch (CDU) seinen Vorgänger Hans Eichel (SPD), der am 7. April 1999 aus der Hessischen Landesregierung und damit aus dem Bundesrat ausgeschieden war, auch als Bundesratspräsident ab.

## Verschiedenes
Gemäß der Anordnung über die deutschen Flaggen führt der Präsident des Bundesrates an Dienstkraftfahrzeugen die Bundesdienstflagge in der Größe 30 × 30 cm; die Vizepräsidenten führen diese an Dienstkraftfahrzeugen in der Größe 25 × 25 cm.
Seit 1990 richtet das Land, welches die Bundesratspräsidentschaft innehat, die zentralen Feierlichkeiten zum Tag der Deutschen Einheit aus. Seit 2006 werden zudem 2-Euro-Münzen mit Motiven des ausrichtenden Landes hergestellt.
Bei längeren Sitzungen des Bundesrates leitet der Präsident (und die Vizepräsidenten) häufig nicht die gesamte Sitzung, sondern delegiert das Amt nach einiger Zeit an ein anderes Mitglied des Bundesrates, das diesem dann als amtierender Präsident vorsitzt.